# Vladimir de la Cruz de Lemos
Vladimir de la Cruz de Lemos   (San José, 17 de juliol de 1946) és un polític, historiador i professor universitari costa-riqueny. Va ser el candidat presidencial del partit d'esquerres Fuerza Democratica en tres ocasions (1998, 2002 i 2006).

## Biografia
Vladimir de la Cruz és un membre fundador de Fuerza Democratica i el seu secretari general, i un ferm opositor al Tractat de Lliure Comerç amb els Estats Units. El 2008 va ser nomenat ambaixador de Costa Rica a Veneçuela, fet que va generar fortes crítiques per part de l'esquerra política que va considerar una traïció que treballés per al govern del seu adversari ideològic Óscar Arias.
També va ser nomenat membre de la Junta de Notables convocada per la presidenta Laura Chinchilla per a fer suggeriments de reforma de l'estat.